# Derek Bell (racerförare)
Derek Reginald Bell MBE, född 31 oktober 1941 i Pinner i England, är en brittisk racerförare. Han bor i USA.

## Racingkarriär
Bell började med racing 1964 och tävlade sedan i formel 3 1965-1967. Han vann sju lopp den sista säsongen. 1968 gick han vidare till formel 2 och tävlade i en privat Brabham BT23C. Bell visade sådana talanger att han uppmärksammades av Ferrari som lät honom köra två lopp i formel 1, i Italien 1968 och i USA 1968. Bell fick även köra ett lopp för McLaren i Storbritannien 1969. Han rattade då en fyrhjulsdriven McLaren M9A, en bil som endast användes i det loppet. Bell tävlade i ett lopp för Tom Wheatcroft Racing i en Brabham BT26 i Belgien 1970 och ett lopp för Surtees på Watkins Glen i USA 1970, där han kom sexa och fick sin enda poäng. 
Bell körde senare ytterligare några formel 1-lopp innan han med framgång började tävla i sportbilar. Han har vunnit Le Mans 24-timmars fem gånger, Daytona 24-timmars tre gånger och FIA World Endurance Championship två säsonger, 1985 och 1986. Bell är numera bosatt i USA och är expertkommentator vid formel 1-tävlingar.

## F1-karriär

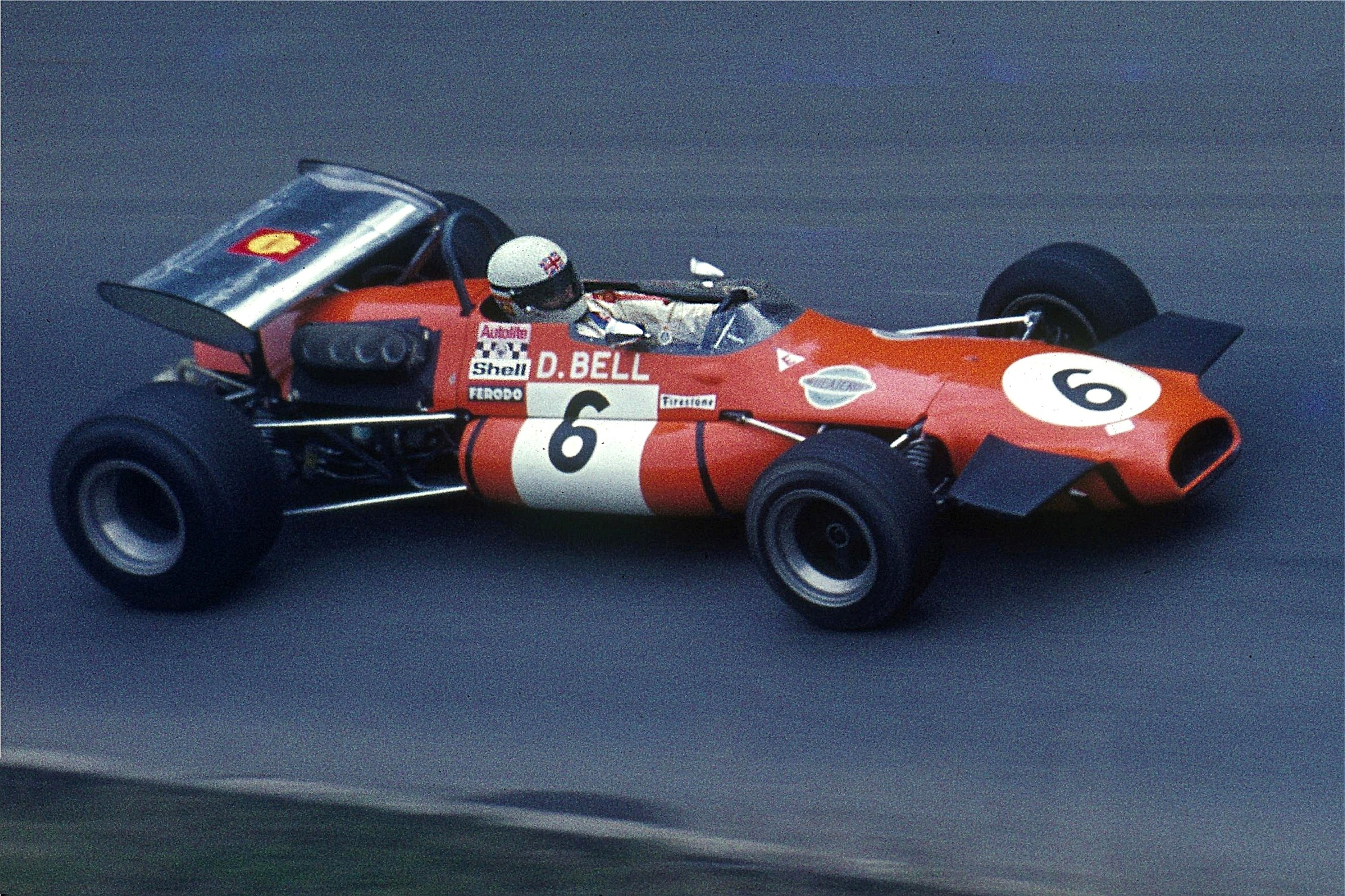
Derek Bell i en Brabham F2 1970.

| Säsong | Stall/Tillverkare                                 | Poäng | Placering |
| ------ | ------------------------------------------------- | ----- | --------- |
| 1968   | Ferrari                                           | 0     | –         |
| 1969   | McLaren-Ford                                      | 0     | –         |
| 1970   | Tom Wheatcroft Racing (Brabham-Ford) Surtees-Ford | 1     | 25        |
| 1971   | Surtees-Ford                                      | 0     | –         |
| 1972   | Tecno                                             | 0     | –         |
| 1974   | Surtees-Ford                                      | 0     | –         |